# Eros Comix
Eros Comix fue una revista de cómic erótico, publicada por Ediciones Eros desde 2001 a 2011, con 132 números publicados.

## Contenido
Casi todo su material era de producción propia, con algunas excepciones. Incluía secciones de fotografías como Famosas y Deseadas, pero estaba compuesta sobre todo por historietas:
| Años | Números | Título                           | Guionista                | Dibujante          | Entitador              | Colorista                       | Procedencia       |
| ---- | ------- | -------------------------------- | ------------------------ | ------------------ | ---------------------- | ------------------------------- | ----------------- |
| 2001 | 1, 2,   | Lara Jones                       | Xavi Marturet, Paco Díaz | Paco Díaz          | Roger Bonet, Paco Díaz | Nacho Carmona, Estudio Dinamita | Nueva             |
| 2001 | 1       | La encuesta                      | Francisco Nájera         | Francisco Nájera   | Francisco Nájera       | Francisco Nájera                | Nueva             |
| 2001 | 1       | Exposición doble                 | Julius Zimmerman         | Julius Zimmerman   | Julius Zimmerman       | B/N                             | NBM               |
| 2001 | 1       | El tampón de la princesa Brígida | Norberto Fernández       | Norberto Fernández | Norberto Fernández     | B/N                             | Nueva             |
| 2001 | 1, 2,   | Servicio oral                    | Julius Zimmerman         | Julius Zimmerman   | Julius Zimmerman       | B/N                             | NBM               |
| 2001 | 1, 2,   | La página cómica                 | David Ramírez            | David Ramírez      | David Ramírez          | B/N                             | Nueva             |
| 2001 | 1       | La profesora viciosa             | New Men                  | New Men            | New Men                | B/N                             | Fujimi Publishing |
| 2001 | 1       | Un caso perdido                  | Rafa Fontériz            | Rafa Fontériz      | Rafa Fontériz          | B/N                             | Nueva             |
| 2001 | 1       | Invocaciones                     | Xavi Marturet            | Rafa López         | Roger Bonet            | B/N                             | Nueva             |
| 2001 | 1       | El club de rol                   | Ginés Quiñonero          | Ginés Quiñonero    | Ginés Quiñonero        | Ginés Quiñonero                 | Nueva             |